# Pro Pilot II
Pro Pilot II (né en 1991) est un cheval hongre de saut d'obstacles du stud-book Westphalien, alezan brûlé, monté par Édouard Coupérie et Adeline Wirth Nègre. Il remporte notamment le Grand Prix du CSIO de la Baule en 2001, puis est le seul cheval sélectionné en équipe de France pour la coupe du monde de saut d'obstacles d'avril 2003, à Las Vegas. C'est un petit-fils du célèbre Pilatus.

## Histoire
Pro Pilot II est né en Allemagne, en 1991, à l'élevage de Heinz Österdiekhoff, les écuries Österdiekhoff à Delbrück. Il est sacré champion des chevaux de cinq ans dans son pays d'origine, puis est l'un des meilleurs jeunes chevaux de 7 ans en Allemagne. Il arrive en France à l'âge de 7 ans, puis est monté par le français Édouard Coupérie à partir de 1998. En 2001, il suit deux séances de travail par jour. Propriété des écuries du Grand Veneur, à Barbizon, il remporte le Grand Prix du CSIO de la Baule en 2001. Il prend part aux championnats d'Europe de saut d'obstacles de 2001 avec l'équipe de France. La même année, il termine troisième aux championnats de France. En 2002, son cavalier estime que Pro Pilot II doit encore progresser. Il est sélectionné pour la coupe du monde de saut d'obstacles d'avril 2003, à Las Vegas, et se révèle l'unique cheval français qualifié.

## Description
Pro Pilot II est un hongre alezan brûlé, toisant 1,70 m. Il est reconnaissable à sa tête, réputée très belle, et surmontée de petites oreilles. Son encolure est plutôt courte, son dos très musclé et sa croupe imposante. Il est réputé pour son gros potentiel, sa force importante, ses moyens et son respect des barres, cependant sa force peut le rendre difficile à gérer et lui faire perdre du temps dans les barrages. Il demande beaucoup de dressage sur le plat. 
Comme tous les fils de Pilot, il peut être assez difficile en raison de son énergie.
Son cavalier Édouard Coupérie le qualifie de « cheval de sa vie », précisant qu'il a bon caractère et montre de l'affection.

## Origines
Pro Pilot II est un fils de l'étalon Pilot et de la jument Weica (née en 1982), par Weinberg (né en 1977).